# Antonio Caldara
Pour les articles homonymes, voir Caldara.
Antonio Caldara (Venise, 1670 – Vienne, 28 décembre 1736) est un chanteur, violoncelliste et compositeur italien de musique baroque de la fin du XVIIe siècle et du début du XVIIIe siècle.
Considéré au XVIIIe siècle comme le plus grand compositeur italien, Caldara influence directement, de son vivant, Jean-Sébastien Bach, Heinichen et Telemann et, à travers son élève Georg von Reutter, Joseph Haydn et la formation du classicisme viennois.

## Biographie
Antonio Caldara est issu d'une famille de musiciens. Son premier maître est son père, Giuseppe, qui est violoniste. Il apprend la viole de gambe, puis le violoncelle. À partir de onze ans, il étudie la composition sous la direction de Giovanni Legrenzi à la maîtrise de la basilique Saint-Marc où il chante alto. Âgé de 19 ans, il présente son premier opéra, L’Argene (1689) au teatro Ai Saloni et au moins trois autres suivent en moins de dix ans. De petites pièces vocales ou instrumentales sont publiées à Venise et notamment ses 12 Sonate a tre (Sonates à 3), opus 1 (1693 chez Giuseppe Sala, rééditées à Amsterdam en 1698 et de nouveau à Venise en 1699) et ses Sonate da camera (Sonates de chambre), opus 2 (Sala, 1699). Sur la page de titre, Caldara se désigne comme musicien au violoncelle, ce qui indique son statut de virtuose, en poste à la basilique Saint-Marc dès 1693, et ce, jusqu'en 1700.
Jusqu'en 1707, il est engagé par le duc de Mantoue, Ferdinand-Charles de Gonzague, en tant que maître de chapelle, tout en continuant à composer pour l'opéra : Farnace, Il Selvaggio Eroe, Partenope. Il fait de nombreux voyages en Italie et à l'étranger : en 1708, à Rome, il rencontre Alessandro Scarlatti, Arcangelo Corelli, Bernardo Pasquini, Cesarini, ainsi que Georg Friedrich Haendel qui séjourne en Italie à cette époque.
Il se rend à Barcelone en Espagne, appelé par l'empereur Charles VI de Habsbourg (le père de Marie-Thérèse) de 1708 à 1709 et grand amateur de musique ; il y écrit et fait représenter les premiers opéras italiens dans ce pays, Atenaide (1709) et Il più Bel Nome (Madrid, 1709). Quand le souverain retourne à Vienne, il le suit, au service de la cour, ponctué de séjours en Italie, à Bologne (L’Inimico generoso, 1709) et Rome où il est maître de chapelle du marquis Francesco Maria Ruspoli. Sa production consiste en de nombreuses cantates de chambre (environ 200) pour différents effectifs et quelques opéras. Il se marie avec la contralto Caterina Petrolli, en mai 1711.
Il quitte l'Italie pour s'établir définitivement en Autriche en 1716. Il est vice-maître de chapelle à la cour impériale (nommé le 1er janvier 1717 mais avec effet rétroactif depuis avril 1716), sous la direction de Johann Joseph Fux, le remplaçant en 1723. Il présente quelques cantates ou oratorios et jusqu'à trois opéras par an dès 1727, en raison de l'état de santé de Francesco Conti qui assumait l'essentiel de la responsabilité à la scène.

## Œuvre
Sa production est importante (plus de 3 000 œuvres) dans tous les domaines et formes musicales : musique religieuse (messes, cantates, motets, 32 oratorios), instrumentale (symphonies, 16 sonates pour violoncelle de 1735) et lyrique (87 opéras, des madrigaux, 300 canons), etc. Son œuvre a influencé l'école de Mannheim, ainsi que Haydn et Mozart.
Son style peut rappeler celui de Corelli du point de vue instrumental, celui d'Andrea et Giovanni Gabrieli pour le style polychoral vénitien, mais s'apparente plus au style intérieur caractéristique de l'Europe centrale que de la musique italienne.

### Opéras
Sources.
Périodes italienne et espagnole
- Argene (Venise, 1689)

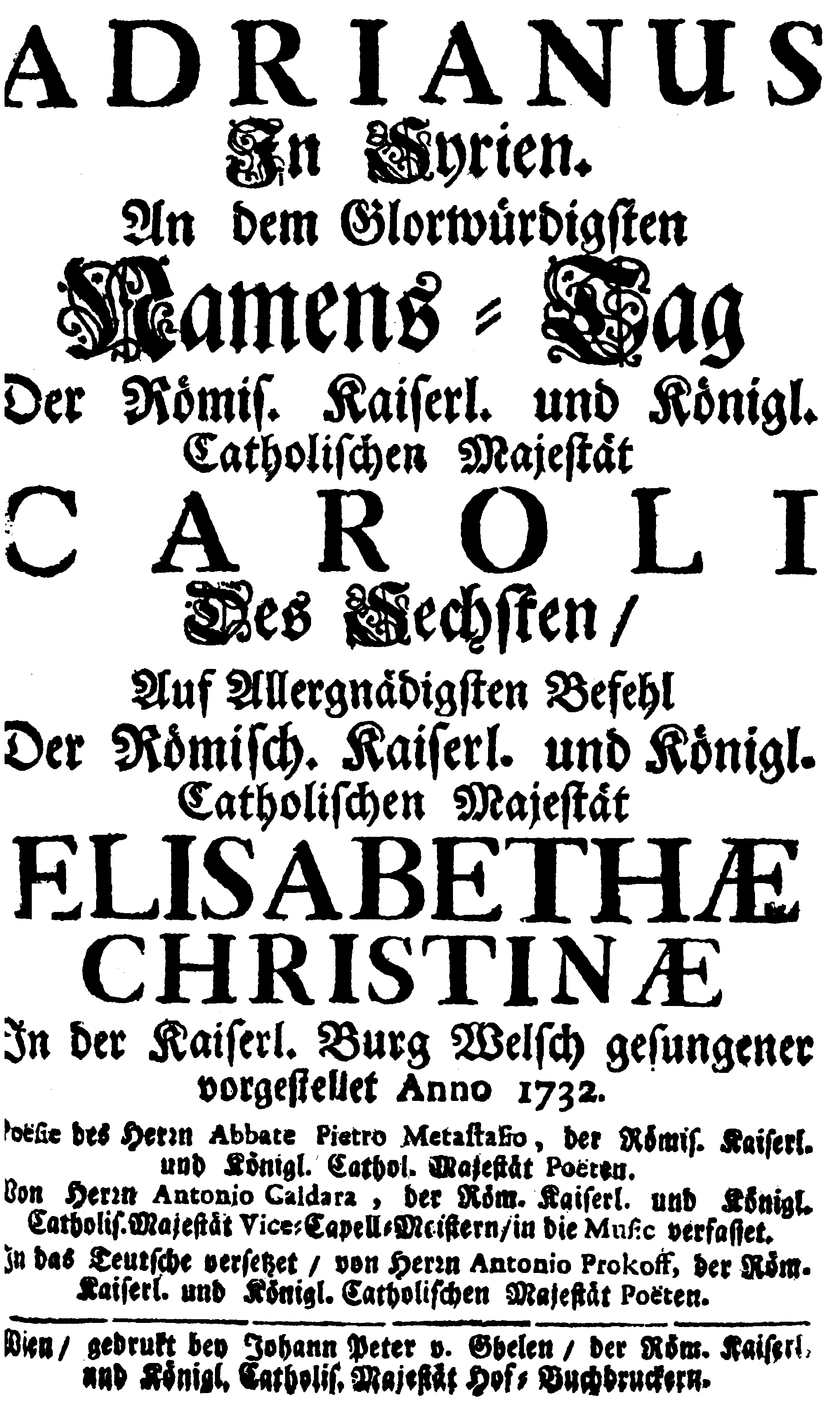
Livret de Adriano in Siria (1732)

- Il Tirsi (collaboration avec A. Lotti et A. M. Ariosti - Venezia, 1696)
- La Promessa serbata al primo (Venezia, 1697)
- L'Oracolo in sogno (collaboration avec A. Quintavalle et F. Pollaroli - Mantoue, 1699)
- La Partenope (collaboration avec G. Boniventi - Mantoue, 1701)
- Farnace (Venise, 1703)
- Gli Equivoci del sembiante (Casale, 1703)
- Paride sull’Ida ovvero Gli Amori di Paride con Enone (collaboration avec A. Quintavalle - Mantoue, 1704)
- Arminio (Gênes, 1705)
- Il Selvaggio eroe (Venise, 1707)
- Sofonisba (Venezia, 1708)
- Imeneo (Barcelone, 1708)
- Il più bel nome (Barcelone, 1708)
- Atenaide (collaboration avec A. Fioré et F. Gaspanni - Barcelone, 1709)
- Il Nome più glorioso (Barcelone, 1709)
- L'inimico generoso (Bologne, 1709)
- Chi s'arma di virtù vince ogni affetto (Rome, 1709)
- L'Ingratitudine castigata (Rome, 1709)
- Il Trionfo d'amore (Rome, 1709)
- La costanza in amor vince l'inganno (Macerata, 1710)
- L'Anagilda (Rome, 1711)
- Giunio Bruto, ovvero La caduta de' Tarquini (collaboration avec F. Cesarini et A. Scarlatti - Rome, 1711)
- Mercurio, Adone, Venere (Milan, 1711)
- Tito e Berenice (Rome, 1714)
- L’Atenaide (collaboration avec  M. A. Ziani et A. Negri (Rome, 1714)

Période viennoise

### Oratorios
- Maddalena ai piedi di Cristo (de) [Madeleine aux pieds du Christ] (c. 1700)
- Santo Stefano, primo Re d'Ungheria (Oratorio, 1713)
- La Conversione di Clodoveo Re di Francia (1715)
- Stabat Mater (1726)
- La Passione di Gesù Cristo Signor Nostro, livret de (1730) de Pietro Metastasio
- Crucifixus à 16 voix
- Messes (50 environ).

### Intermèdes
- Pimpinone e Vespetta (Rome, 1711)
- Astrobolo e Lisetta (en prose - Rome, 1711)
- La Dulcinea e Cuoco (Naples, 1713)
- Atamo huono vecchio e Palancha giovine (Viennes, 1720)
- Grespilla e Fanfarone (Salzbourg, 1721)
- La Marchesina di Nanchin (Salzbourg, 1722)
- Madame e il cuoco (Vienne, 1724)

### Cantates
- Vaticini di pace (à 4 voix - Rome, 1712)
- Amici pastorelli (à 3 voix - Rome, 1713);
- Cantata da recitarsi la notte del SS. Natale nel Palazzo Apostolico (à 3 voix - Rome, 1713)
- 5 Cantate per il Santissimo Natale (à 2-3 voix - Rome, 1713-1714)
- Nice lascia d'amore (à 3 voix - Rome, 1713)
- Amor senza amore (à 3 voix - Rome, 1716)
- Il Natale d'Augusto (Viennes, 1716)
- Il Trionfo d'Amore e d'Imeneo (à 2 voix - Rome, 1722)
- Melibeo e Tirsi (Rome, 1727)
- La corona d'Imeneo (à 4 voix - Rome, 1728)
- La Gara di Pallade e Venere (Rome, 1729)
- Germania, il dì che splende (à 2 voix - 1730)
- Cantata pastorale eroica (à 5 voix - 1730)
- Il nome di Giove celebrato (à 3 voix - 1731)
- Il gioco del quadriglio (à 4 voix - 1734)

### Airs et «arie antiche»
- Selve amiche
- Sebben, crudele (extrait de La costanza in amor vince l'inganno) (extrait de La costanza in amor vince l'inganno) [6]
- Pur dicesti, o bocca bella
- Alma del Core
- Come raggio di sol

## Discographie

### Vocale
- Maddalena ai piedi di Cristo Oratorio (c.1700), Orchestre de la Schola cantorum basiliensis, dir. René Jacobs (janvier 1995, Harmonia Mundi) (OCLC 241301850)
- La Conversion de Clovis [1715] - Le Parlement de musique, dir. Martin Gester (1996, Accord) (OCLC 494683224)
- La Passione di Gesú Cristo Signor Nostro - Fabio Biondi (10-14 avril 1998, Virgin) (OCLC 854881381)
- Il più bel nome [1708] - El Concierto Español, dir. Emilio Moreno (novembre 2009, Glossa)
- In dolce amore : cantates - Robin Johannsen, soprano ; dir. Alessandro de Marchi (16-20 octobre 2013, DHM) (OCLC 919322854)
- La concordia de’ pianeti - La Cetra, dir. Andrea Marcon (2014, Archiv) (OCLC 973674538)
- Morte e sepoltura di Cristo [1724] - Fabio Biondi (2014, Glossa) (OCLC 995608859)
- Caldara à Vienna : arias du castrat oublié - Philippe Jaroussky ; Concerto Köln, dir. et clavecin Emmanuelle Haïm (12-19 juillet 2010, Virgin) (OCLC 707161207)
- Les opéras de Cervantès : Arias et pièces instrumentales extraits de Don Chisciotte in Corte della Duchessa [1727] et Sancio Panza Governatore dell’isola Barattaria [1733] - María Espada, soprano ; Emiliano González Toro, ténor ; João Fernandes, basse ; La Ritirata, dir. et violoncelle Josetxu Obregón (mai 2016, Glossa) (OCLC 1016448254)
- Maddalena ai piedi di Cristo - Le Banquet Céleste, dir. Damien Guillon (2-3 octobre 2017, SACD Alpha) (OCLC 1051452374)
- Caldara : Brutus, cantates for bass - Sergio Foresti - 2018 - Stile Galante, Stefano Aresi - Pan Classics
- Caldara : Arias for Bass - Alexandre Baldo et l'ensemble Mozaïque, 2023 - Pan classics.

### Instrumentale
- 12 Sinfonie A Quattro - Orquesta Barroca De La Universidad De Salamanca, dir. Ángel Sampedro (2001, VRS 2001)

- Suonate da Camera - Opera II - L'Aura Soave, dir. Diego Cantalupi (5-7 juillet 1999, Tactus TC670301)
- Sonate a violoncello solo [1735] - Gaetano Nasillo, violoncelle (20-24 avril 2009, Arcana A356)
- Sonates en trio, extraits des op. 1 et 2 - Amandine Beyer, Leila Schayegh, violons (5-7 mai 2014, Glossa) (OCLC 910529255)

## Sources
- Jean-Jacques Rouverout, « Caldara, Antonio », dans Marc Vignal (dir.), Dictionnaire de la musique, Paris, Larousse, 2005 (1re éd. 1982), 1516 p. (ISBN 2-03-505545-8, OCLC 896013420, lire en ligne), p. 125
- Gino Negri et Manola C. Steachi, L'Opéra italien : histoire, traditions, répertoire, Paris, Flammarion, 1987, 347 p. (ISBN 978-2-08-012059-5, OCLC 319758592, BNF 43175344), p. 151.
- Dagmar Güxam (trad. Véronique Rat-Morris), Sinfonie a quatro (Ens. Ars Antiqua Austria, dir. Gunar Letzbor), Arcana, 2003